# The Fiery Priest
The Fiery Priest (Hangul: 열혈사제; RR: Yeolhyeolsaje; lit. Hot Blooded Priest), es una serie de televisión surcoreana transmitida del 15 de febrero del 2019 hasta el 27 de diciembre de 2024 a través de SBS TV en dos temporadas.

## Sinopsis
Tras la misteriosa muerte de un sacerdote anciano de alto rango, el sacerdote católico Kim Hae-il, un hombre con problemas en el manejo de la ira, que hace comentarios rencorosos y es grosero con los demás, se une al platicador y tímido detective Goo Dae-young de la comisaría de Gudam y a la ambiciosa, inteligente y trabajadora fiscal Park Kyung-sun, para resolver el caso.

## Reparto

### Personajes principales
| Actor                    | Personaje                  | Nº de episodios | Notas |
| ------------------------ | -------------------------- | --------------- | --- |
| Kim Nam-gil Moon Woo-jin | Kim Hae-il (Padre Michael) | 40              | Es un sacerdote católico mal hablado. Aunque se ve amable en el exterior, en realidad es grosero. 10 años años atrás trabajó como agente.                                                |
| Kim Sung-kyun            | Goo Dae-young              | 40              | Es un detective de la estación de policía del distrito de Gudam, que aunque puede parecer muy terco y robusto, en realidad es hablador, lento y diferente.                               |
| Lee Ha-nui               | Park Kyung-sun             | 40              | Es una fuerte e inteligente fiscal, con belleza y cerebro, sabe que puede resolver los misterios más grandes.                                                                            |
| Go Joon                  | Hwang Cheol-bum            | -               | Es el representante de una gran empresa y exlíder de una pandilla. Aunque parece bueno en realidad es un mal tipo, y hace todo tipo de fechorías con el objetivo de obtener una fortuna. |
| Geum Sae-rok             | Seo Seung-ah               | -               | Es una detective novata de la estación de policía del distrito de Gudam. En el pasado fue una jugadora de sepak takraw. Seung-ha ve a Hae-il como su mentor.                             |

### Personajes recurrentes
| Actor           | Personaje                                | N.º de episodios | Notas                                                                           |
| --------------- | ---------------------------------------- | ---------------- | ------------------------------------------------------------------------------- |
| Jung Young-joo  | Jung Dong-ja                             | -                | Es la comisionado del distrito de Gudam.                                        |
| Kim Hyung-mook  | Kang Seok-tae                            | -                | Es el fiscal superior de la Fiscalía de Seúl.                                   |
| Jung In-gi      | Nam Suk-goo                              | -                | Es el jefe de la estación de policía del distrito de Gudam.                     |
| Han Gi-jung     | Park Won-moo                             | -                | Es el representante del distrito de Gudam en la Asamblea Nacional.              |
| Lee Moon-sik    | Ki Yong-moon                             | -                | Es el líder y miembro del culto local "Maegakgyo".                              |
| Kim Won-hae     | Vladimir Gojayev                         | -                | Es un gánster de la mafia rusa.                                                 |
| Jung Dong-hwan  | Lee Young-joon (Padre Gabriel)           | -                | Es el sacerdote principal (monseñor) de la Catedral de Gudam.                   |
| Jeon Sung-woo   | Han Sung-gyu (Padre Marco) / Han Woo-ram | -                | Es un sacerdote en la Catedral de Gudam.                                        |
| Baek Ji-won     | Kim In-kyung (Madre Sarah)               | -                | Es la monja principal en la catedral de Gudam.                                  |
| Ahn Chang-hwan  | Ssongsak Tekaratanapeuraseoteu           | -                | Es un repartidor de un restaurante chino local.                                 |
| Ko Kyu-pil      | Oh Yo-han                                | -                | Es un empleado de una tienda de conveniencia.                                   |
| Yoon Joo-hee    | Bae Hee-jung                             | -                | Es la psiquiatra local.                                                         |
| Shin Dam-soo    | Lee Myung-soo                            | -                | Es un miembro de la estación de policía y líder del equipo de delitos violentos |
| Jeon Jeong-gwan | Heo Lig-gu                               | -                | Es un detective y miembro de la estación de policía.                            |
| Ji Chan         | Na Dae-gil                               | -                | Es un detective y miembro de la estación de policía.                            |
| Kim Kwan-mo     | Kim Kyung-ryul                           | -                | Es un detective de homicidios de la estación de policía.                        |
| Eum Moon-suk    | Jang-ryong                               | -                | Es un subordinado de Hwang Cheol-bum.                                           |

### Otros personajes
| Actor          | Personaje      | Episodios donde apareció | Notas                                                               |
| -------------- | -------------- | ------------------------ | ------------------------------------------------------------------- |
| Han Dong-gyu   | Cheol-yong     | 1                        | Es un chamán.                                                       |
| Kang Shin-goo  | -              | 1                        | Es un ministro.                                                     |
| Jung Jong-woo  | -              | 1                        | Es el miembro de la pandilla.                                       |
| Ji Sung-guen   | -              | 1                        | Es el administrador de la tienda.                                   |
| Choi Gyo-shik  | -              | 1-2                      | Es un protestante en el museo de historia.                          |
| Kim Min-jae    | Lee Jung-gwon  | -                        | Es un agente del NIS.                                               |
| Jang Nam-boo   | -              | 5-6                      | Es un examinador del NIS.                                           |
| Lee Je-yeon    | Kim Hoon-suk   | -                        | Es el asesino principal y subordinado de Hwang Cheol-bum.           |
| Jang Tae-min   | Young-chul     | 10, 12, 16               | Es el compañero de Goo Dae-young.                                   |
| Shin Hyun-jong | -              | 15                       | Es el líder de la comunidad y el amigo del padre de Park Kyung-sun. |
| Kim Wan-gi     | -              | 14, 16                   | Es un empleado de la fiscalía de Yeongwol.                          |
| Jung Hyun-seok | -              | 15-16                    | Es el contacto de Park Kyung-sun con el NIS.                        |
| Lee Gyu-ho     | "Choco"        | 14, 26                   | Es el guardaespaldas de "Wangmat Foods".                            |
| Jeon Eun-mi    | -              | -                        | Es una empleada de "Wangmat Foods".                                 |
| Kang Un        | -              | -                        | Es uno de los gerentes de "Wangmat Foods".                          |
| Ahn Hyeon-bin  | -              | 19                       | Es el encargado del control de animales.                            |
| Kim Joon-ha    | -              | -                        | Es un monaguillo.                                                   |
| Lim Seung-min  | -              | -                        | Es un monaguillo.                                                   |
| Young Ye-na    | Hyun-joo       | -                        |                                                                     |
| Jo Ah-in       | Eun-ji         | -                        | Es una niña que se intoxica con la comida.                          |
| Jung Ji-ho     | -              | 25                       | Es el administrador del puerto de envío.                            |
| Choi Kwang-je  | Anton          | 25-28                    | Es un miembro de la mafia rusa.                                     |
| Lee Yong-nyuh  | -              | 26                       | Es una mujer del vecindario que juega Go-Stop.                      |
| Jung Jae-kwang | Kim Keon-yong  | -                        | Es el hijo del presidente Kim.                                      |
| Cha Chung-hwa  | Ahn Dul-ja     | -                        | Es la secretaria de Ki Yong-moon.                                   |
| Shin Shin-beom | -              | 28                       | Es un hombre que trabaja en el mantenimiento de las calles.         |
| Yoo Kyung-ah   | -              | -                        | Es una enfermera del orfanato.                                      |
| Song Young-hak | -              | -                        | Es un antiguo detective.                                            |
| Kim Jong-goo   | Kim Jong-chul  | 30                       | Es el presidente del grupo "Hanjoo".                                |
| Lee Yoon-sang  | -              | 39                       | Es el abogado del grupo "Hanjoo".                                   |
| Jung Dong-geun | -              | -                        | Es el abogado del grupo "Hanjoo".                                   |
| Jeon Guk-hyang | -              | 30-31                    | Es la reverenda.                                                    |
| Yoo Byung-hoon | -              | 37-38                    | Es un concesionario de autos y pasaportes falsos.                   |
| Jang Won-hyung | -              | 32-39                    | Es un mercenario contratado por Lee Jung-gwon.                      |
| Hwang Jae-yeol | Detective Jang | -                        | Es un detective de Yeosu.                                           |
| Jung Yi-yeon   | Fiscal Kim     | 40                       |                                                                     |
| Ok Ye-rin      | Lim Ji-eun     | -                        | Es una huérfana.                                                    |
| Kim Dan-woo    | -              | -                        | Es una huérfana del orfanato Koodam.                                |
| Lee Ye-bit     | -              | -                        | Es una sobreviviente del orfanato.                                  |
| Kim Ji-hoon    | -              | -                        | Es un niño llorando.                                                |
| Yang Hee-jae   | Go-jeong       | -                        | Es un huérfano.                                                     |
| Yang Ye-na     | Lee Hyun-joo   | -                        | Es una huérfana.                                                    |
| Lee Soo-ah     | -              | -                        | Es una huérfana.                                                    |
| Lee Jae-wook   | -              | -                        | Es el inspector de salud de Gudam.                                  |
| Jeong Yeong-do | -              | -                        | Es un reportero de noticias.                                        |
| Ahn Soo-ho     | -              | -                        | Es un empleado de Daebum Trading.                                   |
| Baek Song-hee  | -              | -                        | Es una niña sosteniendo una granada.                                |
| Ralee Hye-jin  | -              | -                        | Es una oficial.                                                     |
| Bae Gi-beom    | -              | -                        | Es un sacerdote.                                                    |
| Son Young-sun  | -              | -                        |                                                                     |

### Apariciones especiales
| Actor          | Personaje              | Episodios donde apareció | Notas                                                             |
| -------------- | ---------------------- | ------------------------ | ----------------------------------------------------------------- |
| Lee Young-bum  | Padre Kang ("Matthew") | 1-2                      |                                                                   |
| Lee Ki-young   | Oh Jung-kook           | 6, 33-34                 | Es el jefe del NIS, la unidad de lucha contra el terrorismo.      |
| Hwang Bum-shik | -                      | 16                       | Es el padre de Park Kyung-sun.                                    |
| Heo Jae-ho     | Gi Hong-chan           | 14, 16-17                | Es el presidente de "Wangmat Foods" y el sobrino de Ki Yong-moon. |
| Jung Shi-ah    | -                      | 19                       | Es un creyente de Maegakkyo.                                      |
| Yoo Seung-mok  | Oh Kwang-du            | 30-31                    | Es un apostador.                                                  |
| Jang Ye-won    | -                      | -                        | Es una presentadora de noticias.                                  |
| Kwon Hyuk-soo  | -                      | -                        | Es el presidente de la República de Corea.                        |
| Kim Hong-pa    | Lee Seok-yoon          | 40                       | Es el jefe de la oficina de la fiscalía suprema.                  |
| Byun Joo-eun   | Kim Geom-sa            | 40                       | Es una fiscal.                                                    |
| Kim Won-gi     | -                      | 40                       | Es una fiscal y colaboradora de Park Kyung-sun.                   |
| Park Eun-kyung | -                      | -                        | Es un locutor.                                                    |
| Kim Tae-gyum   | Fiscal Nam             | -                        | Es un fiscal.                                                     |
| Bang Jun-ho    | -                      | -                        | Es un gerente de planificación.                                   |

## Episodios
La primera temporada está conformada por 40 episodios y 1 especial, los cuales fueron emitidos (2 episodios seguidos) todos los viernes y sábados a las 22:00 (KST). La segunda temporada consta de 12 episodios.

### Índices de audiencia
Los números en color rojo indican las calificaciones más bajas, mientras que los números en azul indican las calificaciones más altas.
| N.º      | Título                                              | Fecha de emisión      | Promedio de audiencia | Promedio de audiencia | Promedio de audiencia |
| N.º      | Título                                              | Fecha de emisión      | AGB Nielsen           | AGB Nielsen           | TNmS                  |
| N.º      | Título                                              | Fecha de emisión      | A escala nacional     | Seúl                  | A escala nacional     |
| -------- | --------------------------------------------------- | --------------------- | --------------------- | --------------------- | --------------------- |
| 1        | A Priest in Trouble                                 | 15 de febrero de 2019 | 10.4% (9.ª)           | 11.6% (7.ª)           | 9.3%                  |
| 2        | Hae Il Moves to Gudam                               | 15 de febrero de 2019 | 13.8% (4.ª)           | 15.6% (3.ª)           | 11.9%                 |
| 3        | Hae Il Meets Cheol Bum                              | 16 de febrero de 2019 | 8.6% (14.ª)           | 9.5% (12.ª)           | 7.4%                  |
| 4        | Father Lee's Death                                  | 16 de febrero de 2019 | 11.2% (9.ª)           | 12.6% (9.ª)           | 9.1%                  |
| 5        | Hae Il Investigates the Death of Father Lee         | 22 de febrero de 2019 | 12.8% (5.ª)           | 14.7% (3.ª)           | 11.0%                 |
| 6        | The Case Gets Closed                                | 22 de febrero de 2019 | 16.2% (2.ª)           | 18.5% (1.ª)           | 13.3%                 |
| 7        | The Church Gets Desolate                            | 23 de febrero de 2019 | 13.0% (4.ª)           | 14.8% (4.ª)           | 11.1%                 |
| 8        | A Cooperative Investigation                         | 23 de febrero de 2019 | 15.7% (3.ª)           | 18.0% (3.ª)           | 13.4%                 |
| 9        | Cooperative Investigation Begins                    | 1 de marzo de 2019    | 14.0% (4.ª)           | 15.9% (3.ª)           | 11.9%                 |
| 10       | Hae Il Investigates On His Own                      | 1 de marzo de 2019    | 17.2% (2.ª)           | 19.5% (1.ª)           | 14.3%                 |
| 11       | Hae Il And Seung Ah Find The Witnesses              | 2 de marzo de 2019    | 13.1% (4.ª)           | 15.0% (4.ª)           | 10.4%                 |
| 12       | Dae Young's Old Partner                             | 2 de marzo de 2019    | 16.0% (3.ª)           | 18.2% (3.ª)           | 12.8%                 |
| 13       | Kyeong Seon Meets Dong Ja                           | 8 de marzo de 2019    | 15.3% (4.ª)           | 17.1% (3.ª)           | 11.9%                 |
| 14       | The Corrupt Food Service Company                    | 8 de marzo de 2019    | 17.7% (2.ª)           | 19.7% (1.ª)           | 14.2%                 |
| 15       | To Tame A Fighting Dog                              | 9 de marzo de 2019    | 12.5% (5.ª)           | 14.6% (4.ª)           | 10.8%                 |
| 16       | Raid Wangmat Foods                                  | 9 de marzo de 2019    | 16.1% (3.ª)           | 18.3% (3.ª)           | 13.7%                 |
| 17       | Hae Il Reports The Bribery Case                     | 15 de marzo de 2019   | 15.4% (4.ª)           | 17.4% (3.ª)           | 11.5%                 |
| 18       | Kyeong Seon Is Back                                 | 15 de marzo de 2019   | 17.5% (2.ª)           | 19.5% (2.ª)           | 13.7%                 |
| 19       | A New Lead Comes Up                                 | 16 de marzo de 2019   | 14.2% (4.ª)           | 15.7% (4.ª)           | 12.0%                 |
| 20       | A Covert Infiltration                               | 16 de marzo de 2019   | 18.1% (3.ª)           | 20.3% (3.ª)           | 14.3%                 |
| 21       | Escape from the Villa                               | 22 de marzo de 2019   | 14.6% (3.ª)           | 16.5% (3.ª)           | 12.3%                 |
| 22       | Save Him                                            | 22 de marzo de 2019   | 17.2% (2.ª)           | 19.0% (1.ª)           | 14.9%                 |
| 23       | Hae Il's Past Is Revealed                           | 23 de marzo de 2019   | 14.8% (4.ª)           | 16.7% (4.ª)           | 12.6%                 |
| 24       | Hae Il Saves Kyeong Seon                            | 23 de marzo de 2019   | 17.9% (3.ª)           | 19.6% (3.ª)           | 15.5%                 |
| 25       | Break-In to Kyeong Seon's House                     | 29 de marzo de 2019   | 15.3% (3.ª)           | 17.4% (3.ª)           | 11.9%                 |
| 26       | Kyeong Seon Cooperating with Hae Il                 | 29 de marzo de 2019   | 18.5% (2.ª)           | 20.9% (1.ª)           | 14.6%                 |
| 27       | Hae Il and Kyeong Seon Devising a Scheme            | 30 de marzo de 2019   | 15.6% (4.ª)           | 17.4% (4.ª)           | 14.0%                 |
| 28       | Kyeong Seon and Seung Ah Entering the Lair of Anton | 30 de marzo de 2019   | 18.2% (3.ª)           | 19.8% (3.ª)           | 16.1%                 |
| 29       | Scheme to Find out the Owner of Rising Moon         | 5 de abril de 2019    | 15.5% (3.ª)           | 17.7% (3.ª)           | 13.0%                 |
| 30       | The Secret of Sister Kim                            | 5 de abril de 2019    | 19.8% (2.ª)           | 22.2% (1.ª)           | 16.9%                 |
| 31       | Let Me Teach You A Lesson                           | 6 de abril de 2019    | 17.7% (4.ª)           | 19.9% (4.ª)           | 15.7%                 |
| 32       | Father Kim, Go to Argentina                         | 6 de abril de 2019    | 19.4% (3.ª)           | 21.6% (2.ª)           | 17.3%                 |
| 33       | Scheme to Sneak in the Safe                         | 12 de abril de 2019   | 16.2% (3.ª)           | 18.6% (3.ª)           | N/A                   |
| 34       | The Safe and People Locked in There                 | 12 de abril de 2019   | 20.3% (1.ª)           | 22.8% (1.ª)           | N/A                   |
| 35       | Cheol Bum Suggests To Hae Il For A Cooperation      | 13 de abril de 2019   | 17.2% (4.ª)           | 18.9% (4.ª)           | N/A                   |
| 36       | Father Han Trying To Persuade Dong Ja               | 13 de abril de 2019   | 20.0% (3.ª)           | 22.1% (2.ª)           | N/A                   |
| 37       | Father Han Falling into a Critical Condition        | 19 de abril de 2019   | 16.7% (3.ª)           | 18.4% (2.ª)           | 14.6%                 |
| 38       | The Truth of Father Lee's Death                     | 19 de abril de 2019   | 20.3% (1.ª)           | 22.2% (1.ª)           | 18.1%                 |
| 39       | Showdown                                            | 20 de abril de 2019   | 18.6% (4.ª)           | 21.1% (4.ª)           | 15.9%                 |
| 40       | Unexpected Visit                                    | 20 de abril de 2019   | 22.0% (3.ª)           | 24.7% (1.ª)           | 18.5%                 |
| Promedio | Promedio                                            | Promedio              | 16.1%                 | 18.1%                 | —                     |

## Música
La banda sonora de la serie estuvo conformada por seis partes, y fue publicada por la etiqueta Vlending y SBS Contents Hub:

### Parte 1
| No. | Intérpretes | Título                                   | Letra                     | Música                    | Duración |
| --- | ----------- | ---------------------------------------- | ------------------------- | ------------------------- | -------- |
| 1   | Norazo      | "Our Neighbourhood HERO" (우리동네 HERO) | Hong In-ho y Kim Soo-jung | Go Jin-young y Lee Jin-ho | 3:11     |
| 2   | -           | "Our Neighbourhood HERO" (Inst.)         | -                         | Go Jin-young y Lee Jin-ho | 3:11     |

### Parte 2
| No. | Intérpretes      | Título           | Letra | Música      | Duración |
| --- | ---------------- | ---------------- | ----- | ----------- | -------- |
| 1   | Punch feat. Gree | "Breeze"         | HaNa  | ZigZag Note | 3:53     |
| 2   | -                | "Breeze" (Inst.) | -     | ZigZag Note | 3:53     |

### Parte 3
| No. | Intérpretes             | Título            | Letra       | Música | Duración |
| --- | ----------------------- | ----------------- | ----------- | ------ | -------- |
| 1   | Jung Dong-ha feat. La.Q | "Fighter"         | Ra.L y La.Q | Gaemi  | 2:56     |
| 2   | -                       | "Fighter" (Inst.) | -           | Gaemi  | 2:56     |

### Parte 4
| No. | Intérpretes              | Título             | Letra                       | Música                | Duración |
| --- | ------------------------ | ------------------ | --------------------------- | --------------------- | -------- |
| 1   | Chin Chilla feat. Ga Eun | "Paradise"         | Chin Chilla y Lee Myung-woo | Park Yoon-seo y Gaemi | 2:52     |
| 2   | -                        | "Paradise" (Inst.) | -                           | Park Yoon-seo y Gaemi | 2:52     |

### Parte 5
| No. | Intérprete  | Título        | Letra       | Música      | Duración |
| --- | ----------- | ------------- | ----------- | ----------- | -------- |
| 1   | Andy Platts | "Joy"         | Andy Platts | Andy Platts | 3:54     |
| 2   | -           | "Joy" (Inst.) | -           | Andy Platts | 3:54     |

### Parte 6
| No. | Intérprete  | Título            | Letra | Música            | Duración |
| --- | ----------- | ----------------- | ----- | ----------------- | -------- |
| 1   | Kim Yeon-ji | "Victory"         | Ra.L  | Gaemi y earattack | 2:54     |
| 2   | -           | "Victory" (Inst.) | -     | Gaemi y earattack | 2:54     |

## Premios y nominaciones
| Año  | Categoría                                         | Premio                               | Nominado (a)                  | Resultado |
| ---- | ------------------------------------------------- | ------------------------------------ | ----------------------------- | --------- |
| 2019 | Gran Premio (Daesang)                             | 27th SBS Drama Award                 | Kim Nam-gil                   | Ganó      |
| 2019 | Top Excellence Award in Mid-Length Drama (Female) | 27th SBS Drama Award                 | Lee Ha-nui                    | Ganó      |
| 2019 | Top Excellence Award in Mid-Length Drama (Male)   | 27th SBS Drama Award                 | Kim Nam-gil                   | Nominado  |
| 2019 | Excellence Award in Mid-Length Drama (Male)       | 27th SBS Drama Award                 | Kim Sung-kyun                 | Ganó      |
| 2019 | Mejor actor de reparto                            | 27th SBS Drama Award                 | Go Joon                       | Ganó      |
| 2019 | Mejor actor revelación                            | 27th SBS Drama Award                 | Eum Moon-suk                  | Ganó      |
| 2019 | Mejor actriz revelación                           | 27th SBS Drama Award                 | Geum Sae-rok                  | Ganó      |
| 2019 | Best Supporting Team                              | 27th SBS Drama Award                 | The Fiery Priest              | Ganó      |
| 2019 | Wayve Award                                       | 27th SBS Drama Award                 | The Fiery Priest              | Ganó      |
| 2019 | Mejor actor                                       | 32nd Grimae Award                    | Kim Nam-gil                   | Ganó      |
| 2019 | Best Picture (Drama)                              | 32nd Grimae Award                    | Yoon Dae-young y Park Jong-ki | Ganaron   |
| 2019 | Popular Character Award (Male)                    | 12th Korea Drama Award               | Ahn Chang-hwan                | Ganó      |
| 2019 | Star of the Year Award                            | 12th Korea Drama Award               | Go Joon                       | Ganó      |
| 2019 | Mejor guion                                       | 12th Korea Drama Award               | Park Jae-bum                  | Nominado  |
| 2019 | Mejor serie                                       | 12th Korea Drama Award               | The Fiery Priest              | Nominado  |
| 2019 | Mejor actor                                       | 46th Korean Broadcasting Award       | Kim Nam-gil                   | Ganó      |
| 2019 | Best Short or Mid-Length Drama                    | 46th Korean Broadcasting Award       | The Fiery Priest              | Ganó      |
| 2019 | Mejor actor                                       | 14th Seoul International Drama Award | Kim Nam-gil                   | Ganó      |
| 2019 | Excellent Korean Drama                            | 14th Seoul International Drama Award | The Fiery Priest              | Ganó      |
| 2019 | Mejor actor                                       | 55th Baeksang Arts Award             | Kim Nam-gil                   | Nominado  |

## Producción
También es conocida como "Hot Blooded Priest", "Enthusiastic Priest" y/o "Passionate Priest".
La serie fue dirigida por Myoungwoo Lee (이명우), quien contó con el apoyo del guionista Park Jae-bum.
Mientras que la producción estuvo a cargo de Ahn Jae-hyun y Shin Sang-yoon.
La primera lectura del guion fue realizada el 26 de octubre del 2019 en el SBS Ilsan Production Center en Tanhyun, Corea del Sur.
Originalmente se tenía programado que la serie fuera estrenada de lunes a martes, sin embargo debido a que la Seoul Broadcasting System (SBS) decidió cancelar el horario especial de drama del fin de semana (los sábados por la noche a las 21:05 KST), la serie se convirtió en el primer drama nocturno de viernes y sábado de la cadena.
La serie contó con el apoyo de la compañía de producción "Samhwa Networks" y fue distribuida por la Seoul Broadcasting System.
Debido al éxito de la serie el 22 de abril del 2019 el elenco y el equipo de producción se fue de vacaciones a Kota Kinabalu, Malasia.

### Recepción
La serie fue uno de los dramas de miniseries mejor calificados que se emitió en el 2019.